# Mohammad Reza Lotfi

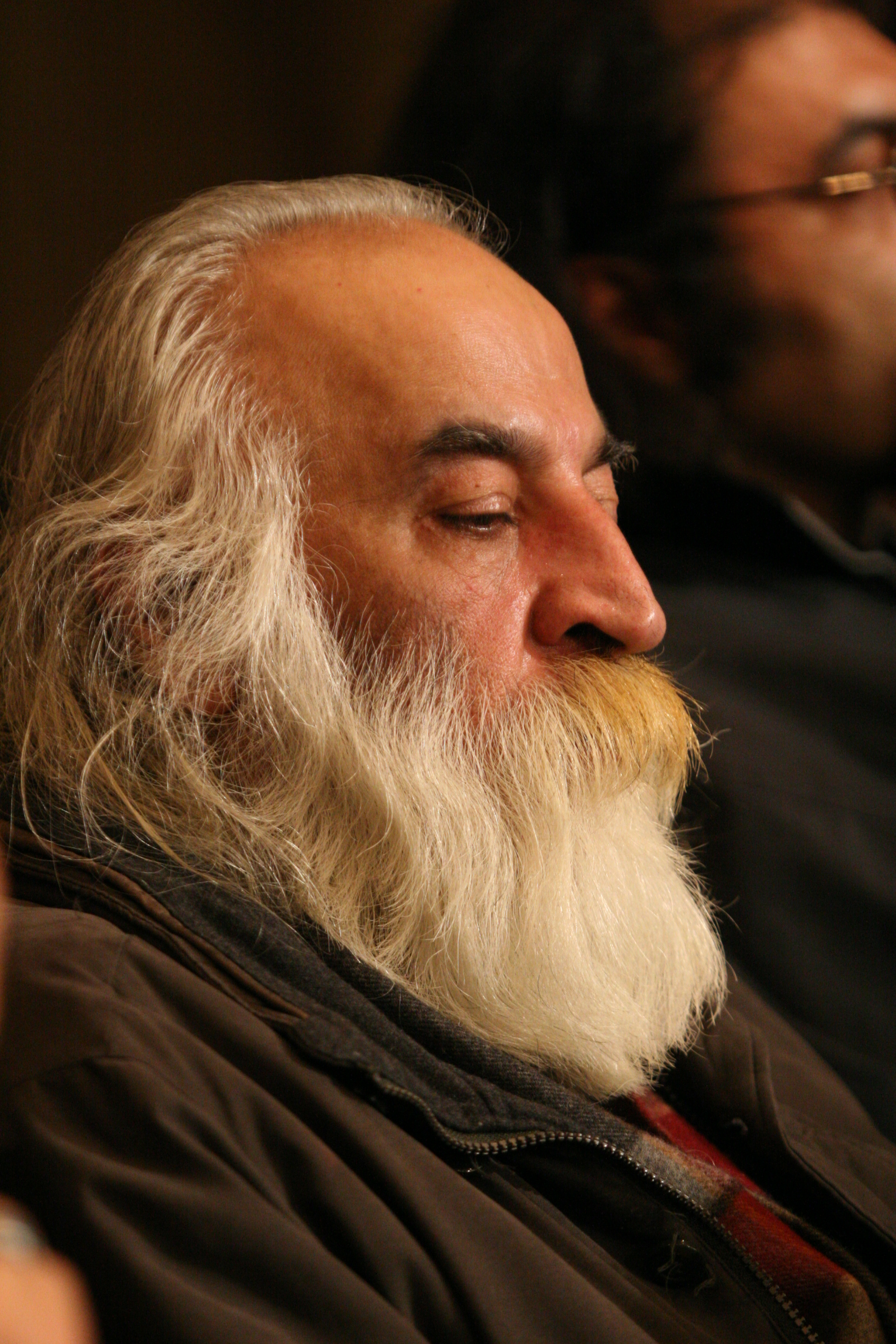
Mohammad Reza Lotfi (2008)

Mohammad-Reza Lotfi (persisch محمدرضا لطفى Mohammad Rezā Lotfī; * 1947 in Gorgan, Iran; † 2. Mai 2014 in Teheran) war ein iranischer Musiker und einer der bekanntesten Târ- und Setar-Spieler der klassischen persischen Musik.

## Leben
Durch seinen ältesten Bruder angeregt, erlernte Lotfi zunächst das Târ-Spielen. Beim „Festival der jungen Musiker“ gewann er im Jahre 1964 den ersten Preis. Im Jahr darauf trat er in das Konservatorium für persische Musik (Honarestan-e Musighi-e Melli) ein, das er fünf Jahre lang besuchte. Zu seinen Lehrern dort gehörten die bekannten Meister Ali Akbar Schahnazi und Habibullah Salehi.
Bei Abdollāh Davāmī und Nūr-ʿAlī Borūmand erlernte er das Repertoire (Radif) der klassischen persischen Musik. Zur gleichen Zeit begann er das Setar-Spiel bei Saʿīd Hormozī zu erlernen.
Im Jahre 1973 nahm er ein Studium an der Fakultät für Musik der Universität Teheran auf und arbeitete in dieser Zeit mit Radio und Fernsehen zusammen. Verschiedene Konzerttourneen führten ihn nach Italien, Frankreich und Deutschland. 1986 übersiedelte er in die USA.
Mohammad Rezā Lotfī arbeitete im Laufe seiner Karriere mit einer ganzen Reihe berühmter iranischer Künstlerkollegen zusammen, unter anderem mit Mohammad Rezā Šaǧariān, Šahram Nāzerī, Hossein Alizāde and Parvīz Meškātiān. Bemerkenswert waren seine Auftritte mit dem iranischen Dichter Hūšang Ebtehāǧ.
Zuletzt lebte Mohammad Rezā Lotfī wieder in Teheran, wo er Musik unterrichtete.